# Libreswan
Libreswan，一個開放原始碼軟體專案，在Linux平台上實作IPsec功能。因為對於Openswan名稱的所有權產生爭議，openswan的開發者與openswan的產品經理保羅·沃斯特（Paul Wouters）進行了一場訴訟，因此在2012年，Libreswan自Openswan分支出來。

## 外部連結
- Libreswan網站 （页面存档备份，存于）